# A Velhice (Simone de Beauvoir)
A Velhice  é um livro publicado em 1970 pela filósofa existencialista francesa Simone de Beauvoir. Neste livro a autora busca o entendimento da percepção dos idosos pela sociedade. Do tratamento que as sociedades primitivas davam aos idosos até conquistas e problemas existentes nas sociedades atuais, a autora propõe uma mudança radical na sociedade, de forma a desmistificar as hipocrisias que cercam a velhice. Uma obra que alcançou repercussão em todo o mundo, levantando questões e soluções para os idosos.

## Sinopse
Com coragem, tenacidade e forte honestidade a autora guia o leitor em um estudo que vislumbra um século e a variedade de diferentes nações e culturas para prover um claro e alarmante retrato da “vergonha secreta da sociedade” – a separação e distanciamento da comunidade que os mais velhos sofrem e suportam. As questões levantadas no livro são: o que as palavras idoso, velho e envelhecido realmente significam? Como elas são usadas pela sociedade e como elas definem uma geração que é ensinada a castigar e evitar ao invés de respeitar e amar? Mais importante, como o nosso tratamento dessa geração reflete os valores e prioridades de nossa sociedade?

## Resumo
De Beauvoir separou seu livro em duas partes. A primeira metade é composta por uma visão de fora para dentro. Como a sociedade e seus cidadãos veem a velhice, desde como as famílias tratam seus idosos até as visões de velhice dos filósofos e gigantes literários ao longo dos anos. Ela desmembra as influencias de filósofos e mostra como essas influências se sedimentaram na psique humana e estão incorporadas na sociedade da época. A segunda parte do livro é composta por uma visão de dentro para fora. A vida através dos olhos de um cidadão idoso, da pobreza à riqueza, assim como da fama ao desconhecimento, a autora examina os mitos e realidades da viver a velhice no mundo desenvolvido e apresenta provas de que apesar das expectativas da sociedade, os idosos ainda sentem as mesmas paixões que os mais jovens. De Beauvoir direciona e desafia criticamente a marginalização e negligência sofrida pelos cidadãos idosos, e desafia o leitor a mudar o seu futuro.

## Traduções
O livro foi publicado em Paris, França, pela Éditions Gallimard sob o título de La Vieillesse, em 1970. A tradução para o inglês foi publicada sob o título "The Coming of Age" dois anos depois pela editora André Deutsch Ltd and George Weidenfeld and Nicolson Ltd, na Grã Bretanha. No Brasil o livro foi publicado pela Editora Nova Fronteira em 1990.